# セバスティアン・コアテス
セバスティアン・コアテス・ニオン（Sebastián Coates Nion, 1990年10月7日 - ）は、ウルグアイ・モンテビデオ出身のサッカー選手。プリメイラ・リーガのスポルティングCP所属。ウルグアイ代表。ポジションはディフェンダー。

## 経歴

### クラブ

#### ナシオナル
イングランド人の父とウルグアイ人の母の元にモンテビデオで生まれた。ナシオナル・モンテビデオのユースチームでキャリアをスタートさせ、2009年にトップチームに昇格した。

#### リヴァプール
2011年8月30日、イングランド・プレミアリーグのリヴァプールFCに移籍した。移籍するにあたり、イングランド人の父ピーターから英語のレッスンを受けたという。
リヴァプールでのデビューは2011年9月18日に行われたプレミアリーグ、アウェイのトッテナム・ホットスパーFC戦。ダニエル・アッガーの負傷により前半27分から交代出場を果たした。試合は、退場者を2名出したリヴァプールが4-0で敗れ、苦いデビューとなった。
2011年10月26日に行われたリーグカップ、アウェイのストーク・シティFC戦では左サイドバックを任されたが、不用意なボールロストから失点を招いた。これ以降はセンターバックで固定して使われている。
2011年11月29日に行われたリーグカップ、アウェイのチェルシーFC戦ではロメル・ルカク、フェルナンド・トーレスにチャンスを与えず、勝利に貢献した。
2012年1月14日に行われたプレミアリーグ、ホームのストーク・シティ戦では3バックの一角として出場。
2012年3月21日に行われたプレミアリーグ、アウェイのクイーンズ・パーク・レンジャーズFC戦では前半34分にマーティン・ケリーの負傷により交代出場。後半9分に、コーナーキックからディフェンダーとは思えないバイシクルボレーを決め、プレミアリーグ初得点を記録した。試合は、2点差を返されリヴァプールが3-2で敗れた。
その後も出場を重ね、2011-12シーズン、リヴァプールはチームのプレミアリーグ史上ワーストの8位となり最悪のシーズンを過ごしたが、コアテスは及第点のパフォーマンスを見せた。
2012-13シーズン、ロンドンオリンピックに参加したこともありチームへの合流が遅れた。このシーズンの初出場は2012年8月13日に行われたフレンドリーマッチ、ホームのバイエル・レバークーゼン戦。
2012年8月26日に行われたプレミアリーグ、ホームのマンチェスター・シティFC戦では出場停止処分を受けたダニエル・アッガーに代わり、ベテランのジェイミー・キャラガーを押しのけスタメン出場を果たす。試合は2-2のドローに終わった。
2012年9月20日に行われたUEFAヨーロッパリーグのグループステージ、アウェイのヤング・ボーイズ戦では、後半22分にコーナーキックからヘディングでゴール。ヨーロッパ主要大会での初ゴールを記録。試合は3-5でリヴァプールが勝利した。
2012年10月4日に行われたUEFAヨーロッパリーグのグループステージ、ホームのウディネーゼ・カルチョ戦ではオウンゴールを記録。チームは2-3で敗れた。

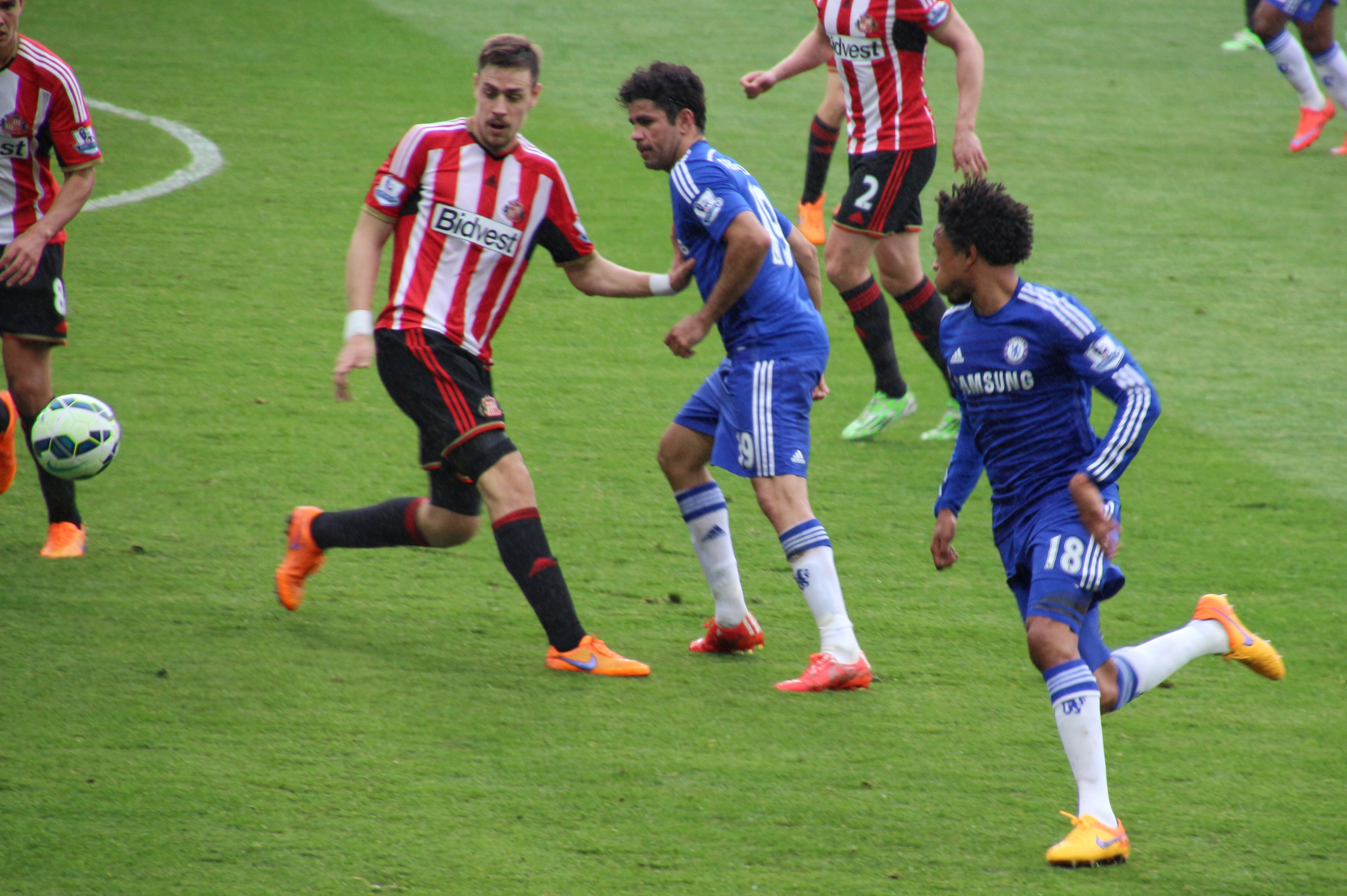
2015年に行われたチェルシーFC戦でのコアテス

その後も国内・ヨーロッパのカップ戦を中心に出場をするも、低調なパフォーマンスが目立ち、徐々に出場機会を減らした。

#### サンダーランド
2014年9月1日、リカルド・アルバレスと共にサンダーランドAFCへの期限付き移籍が決定した。
2015-16シーズンからサンダーランドAFCへ完全移籍した。
2016年1月28日、スポルティングCPへシーズン終了までの期限付き移籍が決定した。

### 代表
ウルグアイ代表として2010 FIFAワールドカップ・予選の大陸間プレーオフ、コスタリカ代表戦で代表招集されたが出番はなかった。コパ・アメリカ2011のチリ代表戦でデビューを果たした。また、ロンドンオリンピックのウルグアイ代表にも選出され3試合を戦ったが、ウルグアイはグループリーグで敗退した。2016年11月10日のワールドカップ予選・エクアドル代表戦で代表初得点を挙げた。

## 人物
父方の祖先はスコットランド人で、3から4世代前にイギリスの海岸から船でウルグアイへと渡った。祖父母が英語を少し話す程度で、本人や家族が話すことはないという。

## 代表歴

### 出場大会
- ウルグアイ代表
  - 2014 FIFAワールドカップ
  - 2018 FIFAワールドカップ
  - 2022 FIFAワールドカップ

### 試合数
- 国際Aマッチ 51試合 2得点（2011年-）[6]

| ウルグアイ代表 | 国際Aマッチ | 国際Aマッチ |
| 年             | 出場        | 得点        |
| -------------- | ----------- | ----------- |
| 2011           | 7           | 0           |
| 2012           | 2           | 0           |
| 2013           | 4           | 0           |
| 2014           | 3           | 0           |
| 2015           | 4           | 0           |
| 2016           | 6           | 1           |
| 2017           | 3           | 0           |
| 2018           | 4           | 0           |
| 2019           | 6           | 0           |
| 2020           | 1           | 0           |
| 2021           | 3           | 0           |
| 2022           | 6           | 0           |
| 2023           | 2           | 1           |
| 通算           | 51          | 2           |

## タイトル

### クラブ
ナシオナル・モンテビデオ
- プリメーラ・ディビシオン：1回 (2008-09)

リヴァプールFC
- カーリングカップ：1回 (2011-12)

スポルティング・クルーベ・デ・ポルトゥガル
- タッサ・ダ・リーガ：2回 (2017-18, 2018-19)
- タッサ・デ・ポルトガル：1回 (2018-19)
- プリメイラ・リーガ：1回 (2020-21)

### 代表
ウルグアイ代表
- コパ・アメリカ：1回 (2011)

### 個人
- コパ・アメリカ 最優秀若手選手賞：1回 (2011)